# Dana Mann
Dana Mann –nacida Dana Beňušová– (Bratislava, 6 de septiembre de 1984) es una deportista eslovaca que compitió en piragüismo en la modalidad de eslalon.
Ganó una medalla de oro en el Campeonato Mundial de Piragüismo en Eslalon de 2011 y tres medallas de bronce en el Campeonato Europeo de Piragüismo en Eslalon entre los años 2010 y 2012.
Desde 2013 compite por los Estados Unidos. Su hermano Matej también es piragüista.

## Palmarés internacional
| Representando a Eslovaquia |                         |                   |                |
| Campeonato Mundial         |                         |                   |                |
| Año                        | Lugar                   | Medalla           | Competición    |
| 2011                       | Bratislava (Eslovaquia) | Medalla de oro    | K1 por equipos |
| Campeonato Europeo         |                         |                   |                |
| Año                        | Lugar                   | Medalla           | Competición    |
| 2010                       | Bratislava (Eslovaquia) | Medalla de bronce | K1 por equipos |
| 2011                       | Seo de Urgel (España)   | Medalla de bronce | K1 por equipos |
| 2012                       | Augsburgo (Alemania)    | Medalla de bronce | K1 por equipos |